# 제2독립혼성여단
독립혼성 제2여단(일본어: 独立混成第2旅団 도쿠리쓰세이 다이니료단[*])은 중일 전쟁 당시 주몽군 소속부대였던 일본 제국 육군의 독립혼성여단이었다. 1938년 2월에 베이핑에서 창설되었다. 치하얼성 장자커우에 사령부를 두고 경비하던 주몽군 직속 부대였다. 핑진장자커우 사허진에서 종전을 맞이하였다. 

## 부대
- 독립보병 제2대대
- 독립보병 제3대대
- 독립보병 제4대대
- 독립보병 제5대대
- 독립보병 제2여단 포병대
  - 1개 속사포중대
  - 2개 보병포중대
- 독립보병 제2여단 공병대
- 독립보병 제2여단 통신대

## 참고
- 《日本陸軍部隊総覧》 (일본어) 別冊歴史読本永久保存版판. 新人物往來社. 1998년 8월 1일. ISBN 978-4404026392.